# Espacio en música
Al hablar del espacio en música existe un amplio conjunto de implicaciones que van de la descripción del aspecto sonoro a la escritura, o de la ubicación de las fuentes sonoras en el espacio físico a la concepción de una arquitectura musical espacial. El espacio en música tiene al menos tres formas o modalidades de utilizarse: la espacialidad precompositiva, la espacialidad interna y la espacialidad externa.

## Espacialidad precompositiva
La espacialidad precompositiva se refiere a la utilización del espacio previo a la obra como herramienta compositiva, que consiste en generar ideas o representar o eventos sonoros a partir de la exploración espacial por medio de dibujos, gráficas, espacios arquitectónicos, estructuras, mapas o diagramas. Iannis Xenakis le llamó a este trabajo precompositivo procesos musicales fuera de tiempo. Las herramientas espaciales en el trabajo precompositivo tienen en común el proceso en donde un fenómeno registrado en el espacio es traducido a parámetros acústicos para establecer una analogía entre los elementos espaciales y los parámetros sonoros, transfiriendo las características de uno al otro. Algunos compositores que utilizaron la espacialidad precompositiva para sus trabajos creativos fueron, por ejemplo, el brasileño Heitor Villa-Lobos (1887–1959) hizo una gráfica del contorno de los rascacielos de la ciudad de Nueva York sobre un papel pautado, la cual utilizó como material para una de sus obras. El estadounidense John Cage (1912–1992) dibujó en un papel pautado constelaciones astronómicas que transformaría en notas musicales para generar obras como Atlas Eclipticalis (1962) y Music of Carollon No.4 (1961), de esta forma Cage transforma en notas musicales fenómenos que ocurren en el espacio. En el 2005 se descubrió que el György Ligeti (1923–2006) también realizaba con frecuencia gráficas para planificar las densidades y constucciones de sus texturas. El compositor greco-francés Iannis Xenakis (1922–2001) depuró este procedimiento de transferencia por medio de planos y gráficas obtenidas de una red de métodos matemáticos como procesos estocásticos o teoría de grupos. Otro procedimiento es el propuesto por el compositor mexicano Julio Estrada utilizando recursos gráfico-espaciales con los cuales logra texturas y conductas cinéticas inspiradas en el movimiento de fluidos.

## Espacialidad interna
El espacio musical interno se desarrolla tanto en el plano horizontal referente a los procedimientos melódicos y contrapuntísticos, como en el plano vertical vinculado a las características armónicas musicales. Esto se refiere a la organización de escalas musicales y de la armonía o de las características texturales que estructuren el sonido, o el espacio sonoro, que a su vez articulan la dimensión temporal. La textura como metáfora refiriéndose a los hilos entretejidos de una tela, como la disposición de las diferentes voces en un entramado contrapuntístico. A partir de la segunda mitad del siglo XX, a la textura en la música se le da una nueva dimensión refiriéndose a esta cualidad musical como objeto manipulable y palpable. La textura es considerada una variable dependiente por surgir de la interacción de otros parámetros o elementos, algunos de estos elementos, que integran las sensaciones texturales, son: la periodicidad, la continuidad, la densidad, la sensación de superficie, la profundidad y la trama. Este procedimiento de parametrización del sonido adquiere propiedades cinéticas con el cambio de densidades, texturas y masas sonoras.

## Espacialidad externa
La espacialidad externa, o espacio musical externo, se refiere a la distribución de las fuentes sonoras en el espacio físico. La localización espacial de las fuentes sonoras (conjuntos de instrumentos musicales, altavoces, espacialización sonora, etc.) adquiere una función estructural en la música, con un valor simbólico o comunicativo.
Los parámetros de localización (arriba, abajo, laterales, adelante y atrás) y de distancia (cerca o lejos), a diferencia de las características del sonido de altura (agudo o grave), intensidad (fuerte o débil), duración (largo o corto) y timbre (opaco o brillante, por ejemplo); han tenido un desarrollo más limitado a lo largo de la historia de la música en el sentido que fueron pocos los compositores que utilizaron el espacio físico como una característica, del sonido, estructurante para la cual componer. En los XIII y XIV, compositores vinculados a la escuela de Notre Dame desarrollaron la técnica contrapuntística llamada hoquetus en la cual se producía el efecto donde una línea melódica atravesaba el espacio alternando entre cantantes o instrumentos, de manera que cuando una voz cantaba sus notas, el resto permanecían calladas hasta que alguna de ellas recogía la línea melódica. En el Renacimiento y principios del Barroco los compositores venecianos desarrollaron un estilo policoral llamado coris spezzati (coros separados), donde los coros o conjuntos instrumentales estaban separados espacialmente. El compositor veneciano Giovanni Gabrieli (c. 1554-1556–1612) agregó el elemento espacial de una forma más abstracta, en la partitura daba a los intérpretes un conjunto de posibilidades de localización espacial marcando entre ellos los puntos de intersección de figuras geométricas como pentágonos, círculos o medias lunas rodeando al público, o bien agregando otro plano con el uso de terrazas, torres o balcones.

### Música Plurifocal
El término música plurifocal es referente a la música reproducida mediante diversos focos sonoros, por eso el uso de la palabra plurifocal (pluralidad de focos), distribuidos en el espacio acústico. Este concepto de plurifocalidad o música plurifocal es denominado por el musicólogo español Rubén López Cano como una forma de describir la música y conciertos para ciudades del compositor español Llorenç Barber.